# 心理障害
心理障害（しんりしょうがい）は、psychology disorderの訳語で、精神障害 (mental disorder)と同義。
特にアメリカ合衆国においては古くから心理学ないしは臨床心理学の立場からその呼称が用いられている。Psychotherapyを心理学領域では「心理療法」、医学領域では「精神療法」と訳すのと同様である。

## 概要
心の健康上の問題には、特にストレスの多い出来事に由来する急性で一時的なものもあれば、慢性で一生続くものもある。人の行動と情緒的問題は本来唯一無二のものであり、人がだれかと寸分違わぬ同じ行動をとるとか、だれかとまったく同じ体験をしているということはあり得ない。それでも診断や研究のため、心の健康の専門家は不適応的で苦痛をともなう症状を障害に分類する方法を開発した。よい診断分類体系には多くの利点がある。症状によって患者を群分けした上で、同じ群に属する患者に共通する症状を探すことによって、原因を探ることができるだろう。例えば、ある特定の症状を呈する多数の人には同じ人生経験を有しているかもしれないし、共通の生物学的特徴を有しているかもしれない。診断名はまた、心の健康問題を抱える人に対してより早くまた適切に情報を伝えることができる。
世界保健機関によって公刊された精神障害の分類が国際疾病分類（International Classification of Diseases : ICD：ICD-10）である。これはアメリカ合衆国において広く使用されている精神疾患の診断・統計マニュアル（Diagnostic and Statistical Manual of Mental Disorders : 2013年のDSM-5）に対応している。ICD-10ではこれらの見出しの下に広範な下位分類の記載が続き、診断を下すために確認しなければならない症状が説明されている。
神経症と精神病を区別することが心の健康問題の分類で伝統的になされてきたことである。神経症（neuroses）は不安やみじめな感じと不適応的行動を特徴とする障害の一群を指し、入院加療を必要とするほど重篤な状態は稀である。神経症の人は、十二分にとはいかないまでも、社会生活を送ることが可能である。精神病（psychoses）はもっと深刻な精神障害である。その人の行動や思考過程の障害が激しいため、現実から遊離していて日常生活を送ることができず、入院加療が必要となる。旧来の診断体系ではかなり広い範囲の精神障害を指し示すものとして神経症と精神病の用語を使用していたため、非常に不正確な診断をもたらすことになった。ICDとDSMは、精神障害をより厳密に定義したため、結果的に診断がより正確になり、ある症例がどんな精神障害であるのかについての臨床家同士の一致をもたらすことにつながった。